# Took Her to the O
 (novembre 2023).
La mise en forme du texte ne suit pas les recommandations de Wikipédia : il faut le « wikifier ».
Les points d'amélioration suivants sont les cas les plus fréquents. Le détail des points à revoir est peut-être précisé sur la page de discussion.
- Les titres sont pré-formatés par le logiciel. Ils ne sont ni en capitales, ni en gras.
- Le texte ne doit pas être écrit en capitales (les noms de famille non plus), ni en gras, ni en italique, ni en « petit »…
- Le gras n'est utilisé que pour surligner le titre de l'article dans l'introduction, une seule fois.
- L'italique est rarement utilisé : mots en langue étrangère, titres d'œuvres, noms de bateaux, etc.
- Les citations ne sont pas en italique mais en corps de texte normal. Elles sont entourées par des guillemets français : « et ».
- Les listes à puces sont à éviter, des paragraphes rédigés étant largement préférés. Les tableaux sont à réserver à la présentation de données structurées (résultats, etc.).
- Les appels de note de bas de page (petits chiffres en exposant, introduits par l'outil «  Source ») sont à placer entre la fin de phrase et le point final[comme ça].
- Les liens internes (vers d'autres articles de Wikipédia) sont à choisir avec parcimonie. Créez des liens vers des articles approfondissant le sujet. Les termes génériques sans rapport avec le sujet sont à éviter, ainsi que les répétitions de liens vers un même terme.
- Les liens externes sont à placer uniquement dans une section « Liens externes », à la fin de l'article. Ces liens sont à choisir avec parcimonie suivant les règles définies. Si un lien sert de source à l'article, son insertion dans le texte est à faire par les notes de bas de page.
- La présentation des références doit suivre les conventions bibliographiques. Il est recommandé d'utiliser les modèles {{Ouvrage}}, {{Chapitre}}, {{Article}}, {{Lien web}} et/ou {{Bibliographie}}. Le mode d'édition visuel peut mettre en forme automatiquement les références.
- Insérer une infobox (cadre d'informations à droite) n'est pas obligatoire pour parachever la mise en page.

Pour une aide détaillée, merci de consulter Aide:Wikification.
Si vous pensez que ces points ont été résolus, vous pouvez retirer ce bandeau et améliorer la mise en forme d'un autre article.
 (novembre 2023).
Singles de King Von
Rollin
(2020) Grandson for President
(2020)
Took Her to the O est une chanson et un single du rappeur américain King Von, sortie le 21 février 2020, avec les labels Only the Family et Empire. C'est le troisième et dernier single extrait de sa deuxième mixtape Levon James (2020) écrit par le rappeur de Chicago et par son collaborateur fréquent Chopsquad DJ, ce dernier produisant uniquement le rythme. Cette chanson est l'une des plus populaires de Von.
La mélodie est une piste d'exercice; King Von rappe en racontant une histoire romancée qui traite des thèmes de la rivalité dans les rues et de la violence urbaine. Le single a culminé au numéro 64 du Billboard Hot 100, et, le 14 février 2023, a été certifié triple platine par la Recording Industry Association of America après avoir été vendu à plus de 3 millions d'unités certifiées.
Took Her to the O est l'une des chansons préférées de King Von parmi toutes les chansons du projet Levon James. Dans une interview pour XXL MAG, King Von a révélé avoir écrit la plupart des paroles des chansons alors qu'il était en prison.

## Composition
La chanson trouve King Von rappant avec une énergie agressive et des flux percutants associés à un crochet simple mais accrocheur et mémorable, tout cela sur un « rythme drill sinistre dirigé par un piano ». Les paroles sont développées avec une technique de narration caractérisée par un style très explicite et brut.
Took Her to the O est une chanson à l'air sombre et intense qui dépeint de manière vivante les dures réalités de la vie dans la rue. Les paroles de la chanson dressent le tableau sombre d'un monde où la violence et l'agression sont des éléments nécessaires à la survie. Elles abordent également les thèmes de la violence, de la criminalité et de la culture de la rue, décrivant King Von comme un personnage dur et impitoyable prêt à prendre les choses en main afin de se protéger. Les paroles suggèrent un sentiment de loyauté et de justice de rue.
L'histoire est racontée en détail, et Von s'y place comme protagoniste, montant dans une voiture et séduisant une fille, « une strip-teaseuse » de Kankakee qu'il a déjà rencontrée au magasin. La séduction tourne mal, il fait face à un homme nommé « Duck » qui l'affronte, ce qui rend la situation violente avec « Duck » jetant une brique sur la voiture de Von et le forçant à se venger immédiatement. « Duck » est fortement sous-entendu comme étant le vrai rappeur FBG Duck, que Von connaissait personnellement et qui était originaire de son quartier rival. L'histoire se termine avec Von emmenant la fille à « the O », qui fait très probablement référence à Parkway Garden Homes alias « O'Block », un complexe d'appartements à Chicago situé au 6400 pâté de maisons de South King Drive où il a grandi,.
King Von utilise également une phrase qui rappelle son slogan le plus célèbre « We not from 63rd » qu'il a introduite dans son single Crazy Story,, mais dans ce cas, il l'a adaptée à l'histoire avec le couplet suivant : « I je sais que tu es fou parce que j'ai fumé ton mec, je l'ai laissé sur le trottoir/Elle a commencé à rire, elle a dit : "F*** ce négro, il vient de la 63e" ».
King Von a expliqué en détail ses paroles sur la chanson Took Her to the O, apparaissant le 21 mars 2020, dans une vidéo YouTube pour Genius,.

## Clip musical
Le clip sort avec le single le 21 février 2020. Il est réalisé par Joan Pabon, avec la collaboration de Blanksquare Productions pour le tournage des scènes d'intérieur filmées à Los Angeles au FilmstudioLA. Dans la vidéo, King Von raconte l'histoire à son thérapeute en rappant la chanson. Des plans de Von et de son thérapeute se mettant au rythme du DJ entrecoupent le récit.

## Réception critique
Mark Braboy, qui a écrit pour Complex, définit des chansons comme Took Her to the O et la série Crazy Story comme des pièces qui ramenaient des chants narratifs accrocheurs, rappelant ce que Slick Rick a fait avec Children's Story. De plus, il définit King Von comme un parolier réfléchi et habile, différent des autres artistes de Chicago, capable de livrer un package féroce et résonnant sans égal.

## Résultats
| Graphique (2021)                 | Position |
| -------------------------------- | -------- |
| Chansons R&B/Hip-Hop (Billboard) | 64       |